# Arnor Damiani
Arnor Damiani (Tubarão, 3 de outubro de 1924 - 21 de junho de 2003) foi um empresário e político brasileiro.
Foi eleito segundo suplente do senador Lenoir Vargas (ARENA) em 1978, sendo efetivado em agosto de 1986 após a morte do titular e de seu primeiro suplente Diomício Freitas num intervalo de cinco anos. Ao ser efetivado Arnor Damiani pertencia ao PDS. 
Arnor faleceu no dia 21 de junho de 2003.